# 瑟沃格湖
瑟沃格湖位于北欧法罗群岛沃格岛南部的一个湖泊，面积3.4平方千米，是法罗群岛中最大的湖泊。湖泊呈南北狭长分布，南岸濒临大西洋海岸。湖水通过西南角的Bøsdalafossur瀑布泄入大西洋。湖西北岸边建有法罗群岛上唯一的机场-沃格机场。瑟沃格湖南岸的湖滨与附近高耸的海岸悬崖组成了一副壮丽的景观，远看就像“海上悬湖”一般，是法罗群岛的代表性景观之一。

## 备注
1. ↑  该湖目前没有标准的中文翻译，此名是参照《世界地名翻译大辞典》里的资料，湖边的定居点Sørvágur在大辞典中译为“瑟沃格”，后缀“svatn”意为“湖”，一般不译出。
2. ↑   註: